# (11453) Cañada-Assandri
(11453) Cañada-Assandri est un astéroïde de la ceinture principale.

## Description
(11453) Cañada-Assandri est un astéroïde de la ceinture principale. Il fut découvert le 28 février 1981 à l'Observatoire de Siding Spring par Schelte J. Bus. Il présente une orbite caractérisée par un demi-grand axe de 2,56 UA, une excentricité de 0,11 et une inclinaison de 8,6° par rapport à l'écliptique.